# Dolichomitus nigritarsis
Dolichomitus nigritarsis är en stekelart som först beskrevs av Cameron 1899.  Dolichomitus nigritarsis ingår i släktet Dolichomitus och familjen brokparasitsteklar. Inga underarter finns listade i Catalogue of Life.